# Kramatsari
Kramatsari is een bestuurslaag in het regentschap Pekalongan van de provincie Midden-Java, Indonesië. Kramatsari telt 5654 inwoners (volkstelling 2010).